# Bredbo River
Der Bredbo River ist ein Fluss im Südosten des australischen Bundesstaates New South Wales.
Er einspringt an den Westhängen des Bald Mountain im Gourock-Nationalpark und fließt nach Westen. Westlich der Kleinstadt Bredbo mündet er in den Murrumbidgee River.